# Cherokee Park

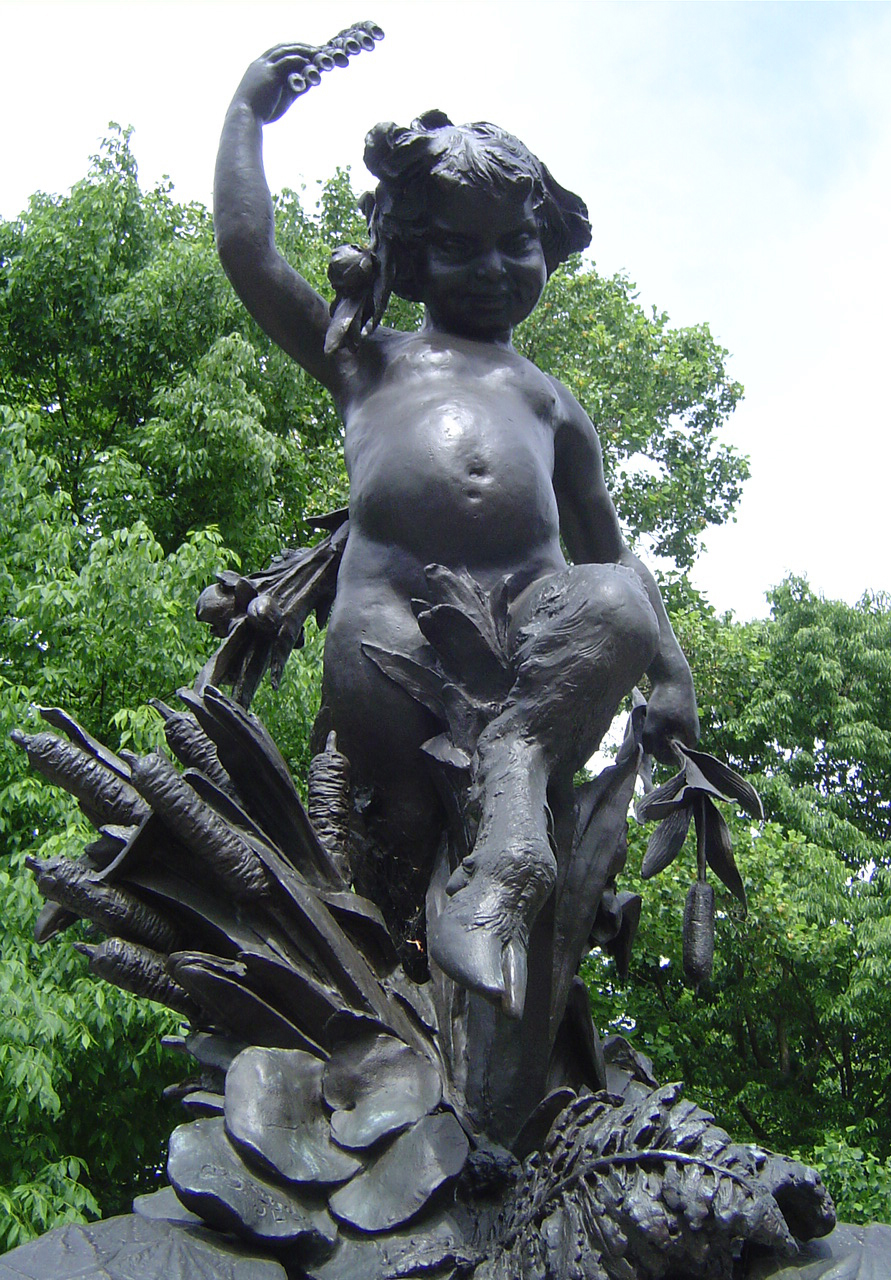
Fontaine de Hogan

Le Cherokee Park est un parc de 165 ha situé dans la ville de Louisville (Kentucky) aux États-Unis. Il fut dessiné comme 18 autres parcs de la ville par Frederick Law Olmsted. Il est aussi bien accessible au piétons qu'aux véhicules.  Le ruisseau Beargrass Creek traverse le parc ce qui fait que le parc est garni de plusieurs ponts pour piétons. Le parc accueille plus de 500 000 visiteurs chaque année.

## Histoire
Le parc ouvrit ses portes en 1892. La zone appartenait avant à l'armée avant d'être vendu à des privés. Le parc fut racheté par la ville en 1889. Son nom initial était Beargrass Park et ne fut renommé qu'en 1891 en référence aux amérindiens locaux. Un tunnel a été construit en 1970 sous le parc pour éviter que des routes ne le traversent mais il crée néanmoins un goulot d'étranglement très difficile à élargir au niveau de l'Interstate 64.

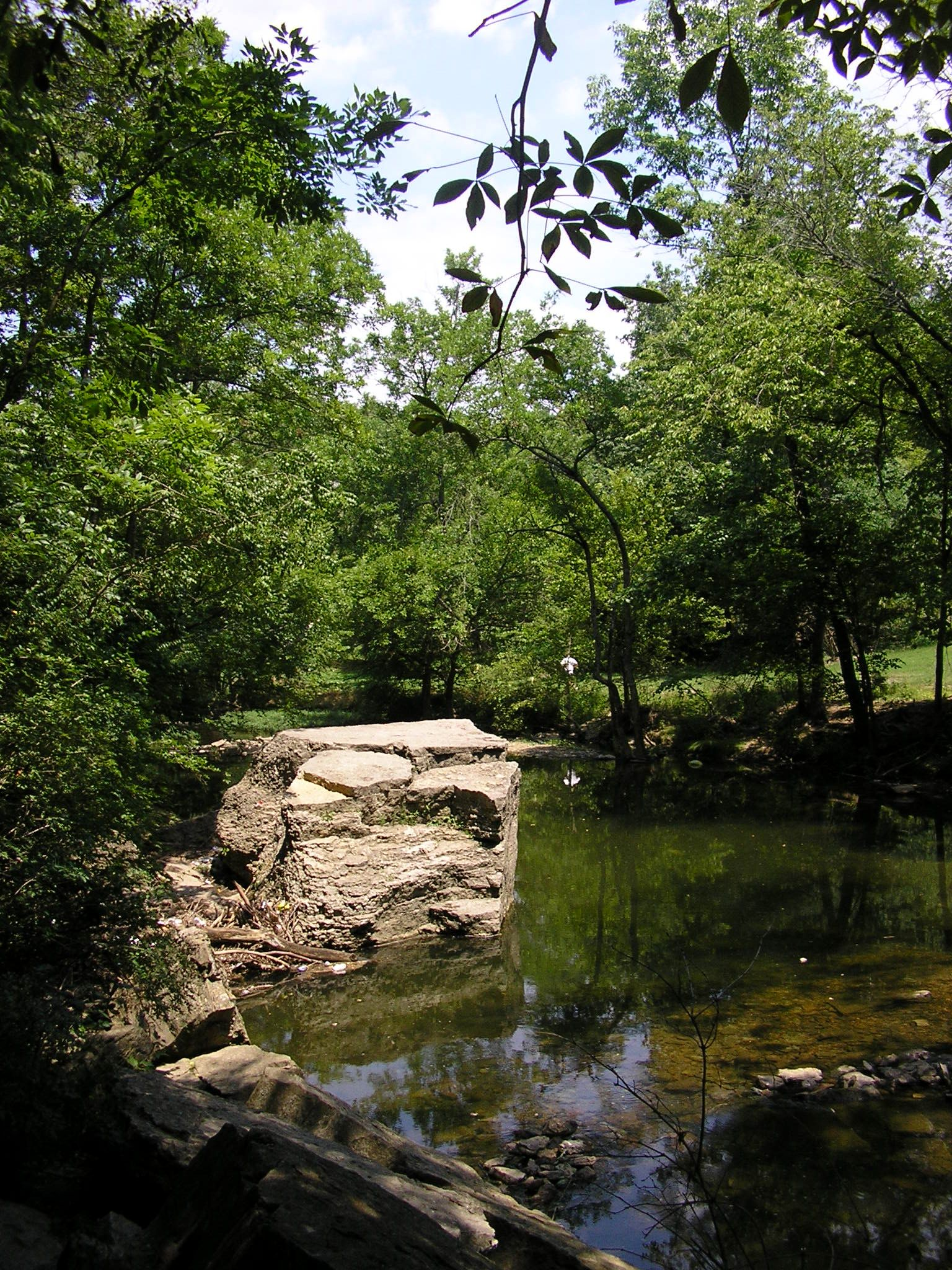
Big Rock

Le 3 avril 1974, une tornade de classe F4 sur l'échelle de Fujita fit d'énormes dégâts dans le parc. De nombreux vieux arbres furent déracinés et furent remplacés par de nouveaux. Le parc a aussi été victime de la criminalité et du vandalisme depuis au moins 1936. Une décoration en bronze en forme de tortue fut volée à plusieurs reprises dans les années 1950 et 1960. Les objets volés étaient néanmoins rendus et il s'agissait plutôt d'un jeu. Des ventes de drogues s'y sont déroulées dans les années 1970.

## Intérêts
Le parc possède de nombreuses entrées. Il est apprécié par les marcheurs, par les sportifs amateurs. On peut y pêcher, jogger, jouer au baseball, au basket-ball. De jeunes mariés viennent pour y faire des photos et des visiteurs y font des piqueniques.
Le parc est également parsemé de nombreux éléments décoratifs :
- Big Rock : Un grand rocher le long du ruisseau du parc ;
- Scenic Loop : Boucle d'environ 4 km qui parcourt le parc ;
- Frisbee Field : Large pelouse utilisée par des amateurs de sports ;
- Baringer Hill ou "Dog Hill" : Interdite aux chiens, la colline est appréciée par les amateurs de cerf-volant ;
- Hogan's Fountain : La fontaine de Hogan est décorée d'un chien et d'un cheval. Son nom provient de la famille Hogan qui offrit la fontaine en 1905 ;
- Lover's Lane : Zone avec de nombreux arbres ;
- Christensen Fountain : Une autre fontaine;
- Nettleroth Bird Sanctuary : Zone calme et sanctuaire pour les oiseaux.